# Шерлок Холмс і доктор Ватсон: Вбивство лорда Вотербрука
«Шерлок Холмс і доктор Ватсон: Вбивство лорда Вотербрука» — мультиплікаційний фільм-пародія на екранізацію творів Артура Конан-Дойля, яка була створена за мотивами телесеріалу режисера Ігоря Маслєннікова.

## Сюжет
Це історія про детектива-аматора з Лондону Шерлока Холмса та його біографа доктора Ватсона, які розслідують складну та заплутану справу про загадкову кулю, що влетіла у вікно вітальні на Бейкер-стріт під час сніданку та загадкове вбивство лорда з будинку навпроти. На екрані з'являються шаржовані кіногерої з кінофільму «Пригоди Шерлока Холмса і доктора Ватсона»: «найкращий» інспектор Скотланд Ярду Лестрейд, місіс Хадсон, а також оточення лорда Вотербрука.

## Продовження
- Шерлок Холмс і чорні чоловічки (2012)
- Шерлок Холмс і Королівські іграшки (2014)